# Damageplan
Damageplan je bio američki heavy metal sastav koji su osnovali braća Dimebag Darrell i Vinnie Paul Abbott nakon raspada njihovog prijašnjeg sastava Pantere.

## Povijest sastava
Osnovan je 2003. te su mu se pridružili pjevač Pat Lachman i basist Bob Zilla. Svoj prvi, te ujedno i posljednji studijski album New Found Power objavili su 10. veljače 2004. S 44.676 prodanih primjeraka u prvom tjednu, nalazio se na 38. mjestu Billboard 200 top ljestvice.
Sastav je prekinuo s radom nakon tragičnog događaja 8. prosinca 2004. Tog je dana, dok je sastav nastupao u Columbusu, muškarac imena Nathan Gale pucnjavom iz pištolja usmrtio Darrella, dva člana osoblja sastava te jednog posjetitelja prije nego što ga je usmrtio policajac James Niggemeyer. Nakon toga sastav više nije nastupao te su se Abbott i Zilla pridružili sastavu Hellyeah, a Lachman The Mercy Clinicu.

## Članovi sastava
- Pat Lachman — vokali
- Dimebag Darrell — gitara
- Bob Zilla — bas-gitara
- Vinnie Paul Abbott — bubnjevi

## Diskografija
Studijski albumi
- New Found Power (2004.)

Singlovi
- "Save Me"
- "Breathing New Life"
- "Explode"
- "Pride"

## Vanjske poveznice
- Službena stranica